# Малдиви на Светском првенству у атлетици у дворани 2022.
Малдиви су десети пут учествовали на 18. Светском првенству у атлетици у дворани 2022. одржаном у Београду од 18. до 20. марта. Репрезентацију Малдива је представљао један такмичар, који се такмичио у трци на 60 метара.,
На овом првенству такмичар Малдивија није освојио ниједну медаљу али је остварио најбољи резултат сезоне.

## Учесници
Мушкарци:
- Хасан Саид — 60 м

## Резултати

### Мушкарци
| Атлетичар  | Дисциплина | Лични рекорд | Квалификација  | Квалификација | Полуфинале           | Полуфинале           | Финале               | Финале       | Детаљи |
| Атлетичар  | Дисциплина | Лични рекорд | Резултат       | Место         | Резултат             | Место                | Резултат             | Место        | Детаљи |
| ---------- | ---------- | ------------ | -------------- | ------------- | -------------------- | -------------------- | -------------------- | ------------ | ------ |
| Хасан Саид | 60 м       | 6,75         | 6,87(.862) ЛРС | 6. у гр. 5    | Није се квалификовао | Није се квалификовао | Није се квалификовао | 38 / 43 (50) |        |